# Axel Reymond
Axel Reymond, född 13 februari 1994, är en fransk idrottare som tävlar i öppet vatten-simning.

## Karriär
Vid världsmästerskapen i simsport 2017 blev han världsmästare på distansen 25 km.
I juni 2022 vid VM i Budapest tog Reymond silver på 25 km i öppet vatten-simning.